# Geometrie hiperbolică

Cele două drepte, x și y, care trec prin punctul dat P și sunt paralele la dreapta R. Aici θ este unghiul de paralelism. Dreptele dintre ele la unghiuri mai mari ca θ sunt nesecante (dar nu paralele și ele).

În matematică,  geometria hiperbolică (numită și geometria lobacevskiană sau geometria Bolyai-Lobacevski) este o geometrie neeuclidiană, în care axioma (postulatul) paralelelor din geometria euclidiană este înlocuită. Axioma paralelelor este echivalentă cu faptul că, într-un spațiu bidimensional, pentru orice dreaptă d și orice punct P care nu aparține dreptei d, există o singură dreaptă care trece prin P și care nu intersectează dreapta d, adică este paralelă cu d. În geometria hiperbolică există cel puțin două drepte care trec prin P și nu se intersectează cu d, astfel încât această axiomă nu mai este valabilă. Dintre dreptele nesecante cu d exact două sunt paralele cu d, cele care se intersectează cu d „la infinit”.
Au fost construite diverse modele, demonstrând astfel că axioma paralelelor este independentă de celelalte axiome ale lui Euclid.
O proprietate caracteristică geometriei hiperbolice atestă faptul că suma unghiurilor unui triunghi este mai mică decât măsura a două unghiuri drepte. În cazul în care vârfurile tind la infinit, există triunghiuri hiperbolice ideale, în care toate cele trei unghiuri au măsurile egale cu 0°.

## Triunghiuri
În planul hiperbolic distanțele pot fi măsurate în termeni de o unitate de lungime {\displaystyle R={\frac {1}{\sqrt {-K}}}}, fiind analoagele razelor unor sfere din geometria sferică. Utilizând această unitate de lungime, există în geometria hiperbolică, o teoremă echivalentă cu teorema lui Pitagora. Dacă {\displaystyle a,b\,} sunt două laturi ale unui triunghi dreptunghic, iar {\displaystyle c\,} este ipotenuza sa atunci avem:
{\displaystyle \cosh c=\cosh a\cosh b\,.}
Funcția cosh este o funcție hiperbolică, echivalentă funcției standard cosinus. Toate cele trei funcții trigonometrice standard au echivalente hiperbolice. În trigonometrie, în relațiile ce conțin laturile și unghiurile unui triunghi hiperbolic, funcțiile hiperbolice sunt aplicate laturilor, iar funcțiile trigonometrice standard sunt aplicate unghiurilor. De exemplu, teorema sinusului într-un triunghi hiperbolic este:
{\displaystyle {\frac {\sin A}{\sinh a}}={\frac {\sin B}{\sinh b}}={\frac {\sin C}{\sinh c}}.}
Spre deosebire de triunghiurile euclidiene, în care suma tuturor unghiurilor este egală cu 180° sau  {\displaystyle \pi }  radiani, în triunghiurile hiperbolice toate cele trei unghiuri însumează mai puțin de 180°. Această diferență se datorează deficitului unghiular. Aria unui triunghi hiperbolic este dată de deficitul său înmulțit cu {\displaystyle R^{2}} , unde {\displaystyle R={\frac {1}{\sqrt {-K}}}} . Ca o consecință, toate triunghiurile hiperbolice au aria mai mică decât  {\displaystyle \pi {R^{2}}}. La fel ca în geometria sferică singurele triunghiuri asemenea sunt triunghiurile congruente.

## Cercuri și sfere
În geometria hiperbolică lungimea unui cerc de rază {\displaystyle r\,} este mai mare decât  {\displaystyle 2\pi r\,.}. De fapt este egală cu
{\displaystyle 2\pi R\sinh {\frac {r}{R}}\,.}
Aria discului închis este
{\displaystyle 2\pi R^{2}(\cosh {\frac {r}{R}}-1)\,.}
Aria suprafeței unei sfere este
{\displaystyle 4\pi R^{2}\sinh ^{2}{\frac {r}{R}}\,.}

## Izometrii în planul hiperbolic
Orice izometrie (transformare sau deplasare) a planului hiperbolic pe el însuși poate fi realizată prin cel mult trei  reflexii. În spațiul hiperbolic n-dimensional ar putea fi necesare până la n+1 reflexii. (Acestea sunt valabile și pentru geometriile euclidiene și sferice, dar clasificarea de mai jos diferă.)
Toate izometriile planului hiperbolic pot fi clasificate în următoarele clase:
- Care conservă orientarea

- izometria de identitate — nicio deplasare, reflexie; niciun grad de libertate.
- simetria față de centru (jumătate de rotație) — două reflexii față de drepte reciproc perpendiculare care trec prin punctul dat, adică o rotație de 180° în jurul punctului; două grade de libertate.
- rotația în jurul unui punct — două reflexii față de drepte care trec prin punctul respectiv (inversiunea fiind un caz particular); punctele se deplasează pe cercuri în jurul centrului; trei grade de libertate.
- "rotația" în jurul unui punct ideal — două reflexii față de drepte care duc la punctul ideal; punctele se deplasează de-a lungul oriciclelor cu centrul în punctul ideal; două grade de libertate.
- translația de-a lungul unei drepte — două reflexii față de drepte perpendiculare pe dreapta dată; punctele de pe linia dată se deplasează de-a lungul hiperciclurilor; trei grade de libertate.

- Care inversează orientarea

- reflexia față de o dreaptă — o singură reflexie; două grade de libertate.
- reflexia față de o dreaptă combinată cu o translație de-a lungul aceleiași drepte (reflexie translată) — reflexia și translația sunt comutative; sunt necesare trei reflexii; trei grade de libertate.